# Emad Hamed Nour
Emad Hamed Mohammed Nour (arabisch عماد حامد محمد نور, DMG ʿImād Ḥāmid Muḥammad Nūr; * 21. April 1990 in Chamis Muschait) ist ein ehemaliger saudischer Mittelstreckenläufer, der sich auf den 1500-Meter-Lauf spezialisiert hat. Seinen größten Erfolg feierte er mit dem Gewinn des Asienmeistertitels im Jahr 2013.

## Sportliche Laufbahn
Erste internationale Erfahrungen sammelte Emad Hamed Nour im Jahr 2007, als er bei den Jugendweltmeisterschaften in Ostrava mit 3:58,58 min in der ersten Runde über 1500 m ausschied. Anschließend belegte er bei den Panarabischen Spielen in Kairo in 3:51,34 min den fünften Platz. Im Jahr darauf gewann er bei den Juniorenweltmeisterschaften in Jakarta in 3:49,47 min über 1500 m und sicherte sich mit der saudischen 4-mal-400-Meter-Staffel in 3:15,65 min die Bronzemedaille. Anschließend schied er bei den Juniorenweltmeisterschaften in Bydgoszcz mit 3:57,55 min im Vorlauf. 2009 klassierte er sich bei den Arabischen Meisterschaften in Damaskus mit 3:43,44 min auf dem vierten Platz über 1500 m und wurde auch bei den Asienmeisterschaften in Guangzhou in 3:49,25 min. 2010 nahm er erstmals an den Asienspielen ebendort teil und gelangte auch dort nach 3:39,35 min auf Rang vier und im Jahr darauf erreichte er bei den Panarabischen Spielen in Doha nach 3:39,94 min Rang fünf. 2012 qualifizierte er sich für die Olympischen Spiele in London und kam dort mit 3:42,95 min nicht über die erste Runde über 1500 m hinaus.
2013 belegte er bei den Arabischen Meisterschaften in Doha in 3:43,04 min den siebten Platz über 1500 m und anschließend siegte er bei 3:39,51 min bei den Asienmeisterschaften in Pune und gewann im 5000-Meter-Lauf in 14:05,88 min die Bronzemedaille hinter den Bahrainern Dejene Regassa und Alemu Bekele. Daraufhin schied er bei den Weltmeisterschaften in Moskau mit 3:41,68 min in der Vorrunde über 1500 m aus und wurde dann bei den Islamic Solidarity Games in Palembang in 3:42,18 min Fünfter. Er setzte seine anschließend seine sportliche Laufbahn ohne weiteren größeren Erfolge bis ins Jahr 2015 fort und beendete dann in al-Qatif seine aktive sportliche Karriere im Alter von 24 Jahren.

## Persönliche Bestzeiten
- 800 Meter: 1:46,85 min, 7. Juli 2012 in Bottrop
- 1500 Meter: 3:34,19 min, 6. Juli 2012 in Bottrop
- 3000 Meter: 8:02,91 min, 8. September 2013 in Rieti
- 5000 Meter: 14:02,85 min, 15. Oktober 2010 in Aleppo